# Dudașu, Mehedinți
Dudașu este un sat în comuna Șimian din județul Mehedinți, Oltenia, România.